# Новосілля (Купинський район)
Новосілля (рос. Новоселье) — село у Купинському районі Новосибірської області Російської Федерації.
Входить до складу муніципального утворення Новосільська сільрада. Населення становить 690 осіб (2010).

## Історія
Згідно із законом від 2 червня 2004 року органом місцевого самоврядування є Новосільська сільрада.

## Населення
| 2002 | 2007 | 2010 |
| ---- | ---- | ---- |
| 892  | ↗898 | ↘690 |